# Plocama macrantha
Plocama macrantha là một loài thực vật có hoa trong họ Thiến thảo. Loài này được (Blatt. & Hallb.) M.Backlund & Thulin mô tả khoa học đầu tiên năm 2007.